# Tiết (nước)
Tiết (chữ Hán: 薛) là một nước chư hầu phía đông của ba triều đại Hạ-Thương-Chu trong lịch sử Trung Quốc, tồn tại lâu dài ở vùng hạ du Hoàng Hà. Cương vực nước Tiết nam giáp Sở,Việt, tây giáp  Tống, bắc giáp Đằng Lỗ, đông sát Tề, là thủ phủ trung tâm của Từ Châu thời cổ.

## Lịch sử
Căn cứ theo "Thông chí- thị tộc" thì "thiếu tử của Chuyên Đế là Dương được phong ở đất ấy [Nhâm, nay là Nhâm Khâu], cho nên lấy làm họ, sang thời nhà Hạ, cháu đời thứ 12 của Dương là Hề Trọng lại được phong ở đất Tiết". Tả truyện ghi rằng "hoàng tổ nước Tiết là Hề Trọng sống ở Tiết và làm xa chính cho triều Hạ", người Trung Quốc sau này xem Hề Trọng là ông thủy tổ chế tạo xe. Sau đó, do phát minh ra các loại xe dùng để chuyên chở, có công trợ giúp Hạ Vũ trị thủy, Hề Trọng được phong ở đất Tiết. Từ đó, nước Tiết truyền được 64 đời, tồn tại trong 1900 năm.
Những năm đầu thời Tây Chu, Chu Vũ vương phong cho hậu duệ họ Nhâm là Chẩn, Phục cai quản nước Tiết, có tước hầu. Đến trung hậu kỳ thời Xuân Thu, nước Tiết kết minh với Tấn Văn công. Năm 568 TCN, nước Tiết tham gia hội chư hầu do Tấn Điệu công lãnh đạo ở đất Vệ. Năm 559 TCN, nước Tiết tham gia liên quân đánh Tần của Tấn Điệu công. Năm 556 TCN, nước Tiết tham gia liên quân đánh Tề của Tấn Bình công. Năm 529 TCN, nước Tiết tham gia hội chư hầu do Tấn Bình công tổ chức ở đất Bình Khưu thuộc nước Vệ. Năm 506 TCN, nước Tiết tham gia hội chư hầu dưới sự lãnh đạo của Tấn Định công để bàn đánh nước Sở giúp Sái
Năm 418 TCN, nước Tề nhân có cơ hội đã chiếm nước Tiết. Họ Nhâm nước Tiết diễn biến thành họ Quy nước Tiết. Nước Tiết từ thời Tiết Chẩn tương truyền 31 đời quân chủ. Năm 321 TCN, Tề Mẫn vương phong Điền Anh làm Tĩnh Quách quân ở ấp Tiết, gọi là Tiết công. Sau khi Điền Anh mất, con trai là Điền Văn (hiệu Mạnh Thường quân) tập phong, hiếu khách hỉ sĩ.

## Cố thành nước Tiết
Cố thành nước Tiết nằm ở trấn Quan Kiều thuộc phía nam Đằng Châu của tỉnh Sơn Đông, cách trung tâm đô thị của thành phố 17 km, vào thời Chiến Quốc, đây là một đại đô thị với hơn 6 vạn nhà. Cố thành nước Tiết là một trong các thành thời cổ đại được bảo tồn hoàn hảo tại Trung Quốc. Cố thành nước Tiết bao gồm hai bộ phận là ngoại thành và nội thành. Ngoại thành không theo quy tắc hình vuông thông thường, có chu vi 10.615 mét, tường thành quanh co cao thấp, đoạn tường thành còn lại hiện cao 4-7 mét so với mặt đất, chiều rộng phần đế thành là từ 20-30 mét. Nội thành nằm ở góc đông nam của thành lớn, không theo quy tắc hình chữ nhật thông thường, chu vi 2.750 mét. Tường của Cố thành nước Tiết rộng trên dưới 10 mét, hào thành rộng 8 mét.